# Middleton Hall (Midlothian)
Middleton Hall ist ein Herrenhaus nahe der schottischen Ortschaft Middleton in der Council Area Midlothian. 1971 wurde das Bauwerk in die schottischen Denkmallisten in der höchsten Kategorie A aufgenommen.

## Geschichte
Middleton Hall wurde im Jahre 1710 für den hohen Edinburgher Juristen John Mitchelson erbaut. Zwischen 1760 und 1810 gehörte auch das nahegelegene Borthwick Castle zu Middleton Hall, bis ein Mitglied der Familie Borthwick die Burg zurückkaufte und später restaurierte. So wird gemutmaßt, dass die Eichentreppe von Middleton Hall ursprünglich in Borthwick Castle verbaut war. 1843 erwarb William Ritchie das Anwesen und teilte es in sechs landwirtschaftliche Gehöfte auf. In diesem Zeitraum wurde das Herrenhaus um Flügel erweitert. Weitere Umbaumaßnahmen fanden im späten 19. Jahrhundert nach dem Verkauf an Edward Moss statt.
In den folgenden Jahrzehnten wechselte Middleton Hall mehrfach den Besitzer, bis die Edinburgh Corporation es 1938 erwarb, um dort ein Kinderpflegeheim einzurichten. Im Laufe des Zweiten Weltkriegs wurden Kinder dorthin evakuiert. Mit der Gründung der Scottish National Camps Association wurde es auch nach Kriegsende noch als Camp für Kinder weiterbetrieben. In den 1960er Jahren existierten Pläne Middleton Hall zu einem Konferenzzentrum umzufunktionieren. Das Herrenhaus befindet sich nun in Privatbesitz.

## Beschreibung
Middleton Hall liegt rund 500 m nordöstlich von Middleton. Die westexponierte Frontseite des klassizistischen Sandsteinbaus ist sieben Achsen weit. Den Corps de Logis flankieren drei Achsen weite Pavillons, die über Flügel mit dem Haupthaus verbunden sind. Der mittige Eingangsbereich ist über eine Vortreppe mit Balustrade erreichbar. Er ist mit ionischen Säulen gestaltet, die einen darüberliegenden Balkon tragen. Darüber ist eine Wappenplatte eingelassen. Der Gebäudeteil schließt mit einem geschwungenen Giebel mit Ochsenauge. An der Gebäuderückseite tritt mittig eine Auslucht mit Türe und Vortreppe halbrund hervor. Sie ist äquivalent der Frontseite gestaltet. Sämtliche Fassaden sind mit Harl verputzt, wobei die bossierten Ecksteine ausgespart sind. Es sind Sprossenfenster verbaut. Middleton Hall schließt mit schiefergedeckten Walmdächern ab.